# Lespielle
Lespielle település Franciaországban, Pyrénées-Atlantiques megyében. Lakosainak száma 152 fő (2022. január 1.). Lespielle Castillon (Lembeye kanton), Escurès, Gayon, Lalongue és Simacourbe községekkel határos.

## Népesség
A település népességének változása:
| Lakosok száma | 143  | 154  | 160  | 155  | 153  | 150  | 152  | 152  | 152  |
|               | 2013 | 2015 | 2016 | 2017 | 2018 | 2019 | 2020 | 2021 | 2022 |